# Dalmau de Mur i de Cervelló
Dalmau de Mur i de Cervelló (Cervera, ? - Saragossa, 1456) fou un eclesiàstic català que ostentà els càrrecs de bisbe de Girona (1415-1418), posteriorment fou nomenat arquebisbe de Tarragona (1419-1431) i finalment arquebisbe de Saragossa (1431-1456).
Dalmau de Mur fou un gran mecenes de l'art religiós del segle xv i va intentar embellir amb obres gòtiques les esglésies on va servir. El 1426 va contractar Pere Joan per a vestir amb alabastre l'altar major de la Catedral de Tarragona, i posteriorment també el contractà per a la Basílica del Pilar de Saragossa. Està enterrat a la Basílica del Pilar de Saragossa.